# Ateleute carolina
Ateleute carolina är en stekelart som beskrevs av Henry Keith Townes, Jr. 1967. Ateleute carolina ingår i släktet Ateleute och familjen brokparasitsteklar. Utöver nominatformen finns också underarten A. c. maculator.